# Agustí Puig i Pinyol
Agustí Puig i Pinyol (Sabadell, 30 de gener de 1957) és un pintor català.

## Biografia
Des de ben jove es va iniciar en la pintura i es va donar a conèixer com a pintor a l'Acadèmia de Belles Arts de Sabadell, al començament de la dècada dels anys vuitanta. Paral·lelament, aviat va ser reconegut en el camp del disseny gràfic. Va estudiar a l'Escola d'Arts i Oficis de Sabadell, a l'Escola Massana i el Cercle Artístic de Sant Lluc de Barcelona. El 1985 va obtenir la 4a menció al Premi Internacional de Dibuix Joan Miró i el 1986 el van seleccionar per a la Muestra de Arte Joven organitzada pel Ministeri de Cultura espanyol. Ha exposat a l'Estat espanyol, França, Anglaterra, els Estats Units i el Japó. Va col·laborar com a pintor a la pel·lícula Vicky Cristina Barcelona, de Woody Allen, cosa que l'ha donat a conèixer fora dels cercles habituals.
L'any 2012 va ser un dels autors, junt amb els pintors sabadellencs Fina Miralles, Alfons Borrell i Xavier Oriach i el ceramista Lluís Clapés, d'un plat d'art per al Memorial Àlex Seglers.
La vasta obra d'Agustí Puig s'ha exposat en diverses institucions i s'integra en col·leccions tant privades com publiques: la Taipei Fine Arts Museum a Taiwan, el Círculo de Bellas Artes de Madrid, la Col·lecció Testimoni de la Fundació la Caixa, a les Balears, el Museu d'Art Contemporani de Tarragona, el Museu d'Història de la Ciutat de Girona, el Museu d'Art de Sabadell o el Museu Abelló de Mollet del Vallès, entre d'altres.

## Premis i reconeixements
- Delta de Plata, atorgat pel Foment de les Arts Decoratives (1986)